# Química del petróleo

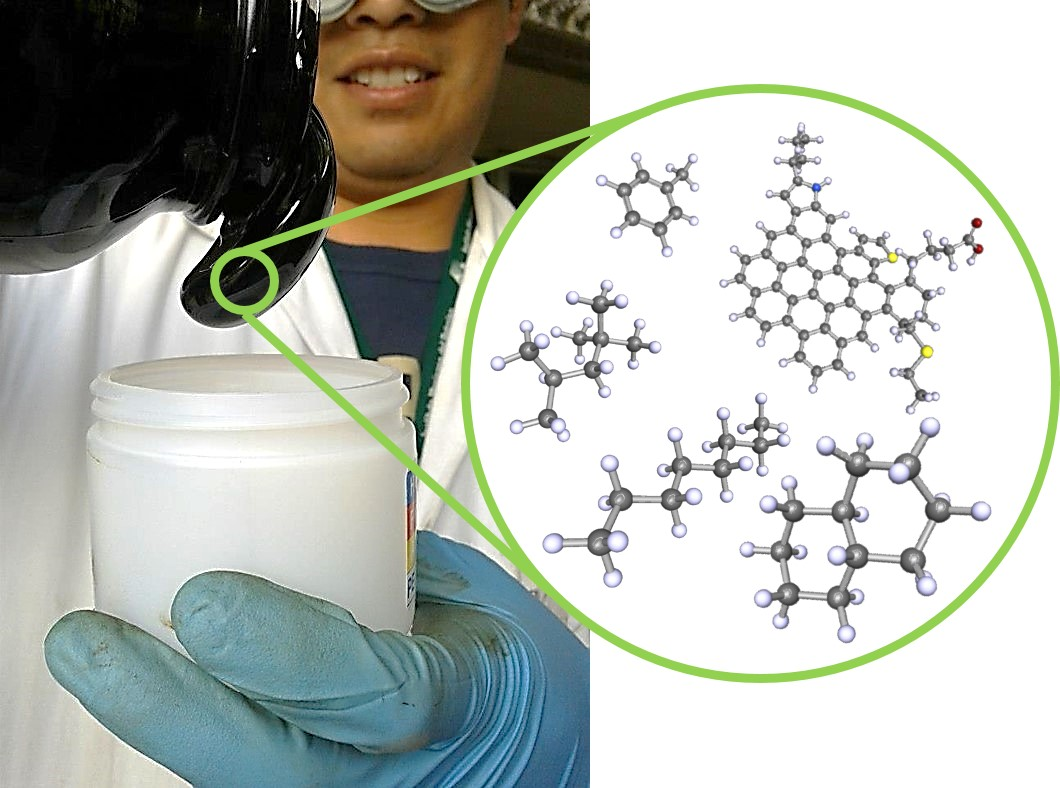
Representación de los compuestos químicos que se encuentran en el petróleo.

Se entiende por química del petróleo a todo estudio teórico y experimental que tiene que ver con el petróleo, dando una explicación desde el punto de vista de la química. Es decir, a través de la química se explica desde su origen, procesos de explotación, transporte, almacenamiento, composición, procesamiento (refinación) y/o transformación. Esto incluye conceptos de química orgánica, química inorgánica, cinética química, mecanismos de reacción y catálisis. De tal manera que, a través de la química se pueden describir procesos tales como, la transformación o reacciones relacionados con los hidrocarburos y sus componentes, así como su interacción con otras sustancias a lo largo de toda la cadena de producción del petróleo.

## Química del origen del petróleo
Existen diversas teorías del origen del petróleo, pero la más aceptada es la de su origen químico. Es decir, la formación del petróleo ocurre a través de diversas reacciones químicas que transforman la materia orgánica animal y/o vegetal que quedó sepultada en las profundidades de las capas terrestres. Es decir, la materia orgánica quedó atrapada en rocas porosas (también conocidas como formación) y estas a su vez quedaron confinadas por rocas impermeables (roca sello); las cuales están sujetas a condiciones de presión y temperatura al igual que un reactor químico. Cuando dicha materia orgánica es calentada en presencia de ciertos minerales, aunado a la relación espacio-tiempo y los procesos geológicos correspondientes, ocurre un proceso de descomposición, oxidación, deshidratación, adición, eliminación y condensación que da origen a la sustancia conocida como petróleo, la cual es una mezcla compleja de muchas sustancias orgánicas ricas en carbono e hidrógeno principalmente, (de ahí se deriva el nombre hidrocarburos).
{\displaystyle {\ce {{Materia Orgánica}->[{Temperatura, presión}][{roca}] {Petróleo}}}}

## Química de la composición del petróleo
Como ya se mencionó, el petróleo es una mezcla compleja de muchas sustancias orgánicas. Las cuales, según el lenguaje petrolero se clasifican de diversas maneras, una de ellas es denominada SARA (Saturados, Aromáticos, Resinas, Asfaltenos). También se les puede nombrar de acuerdo a las fracciones del petróleo: Parafinas o ceras, olefinas, acetilenos, aromáticos, Benceno-Tolueno-Xileno (fracción BTX), Hidrocarburos Policíclicos Aromáticos (HPA), malenos, ácidos nafténicos, oxigenados, nitrogenados, mercaptanos y asfaltenos, etc.
Sin embargo, desde el punto de vista de la química, estas familias comprenden una gran variedad de productos químicos que según su fórmula estructural se clasifican de acuerdo a su grupo funcional. De tal manera que la composición química del petróleo queda explicada respecto a los grupos funcionales conocidos en química orgánica. Es importante mencionar que en el petróleo también hay presencia de elementos químicos como azufre, oxígeno, nitrógeno y algunos metales de transición como níquel, vanadio, cromo, molibdeno, hierro que son considerados como impurezas. En la siguiente tabla se muestra el grupo correspondiente de acuerdo a SARA, su grupo funcional en química, la fracción del petróleo y algunos ejemplos:
| Grupo      | Grupo      | Grupo funcional (química) | Fracción del petróleo | Ejemplos |
| ---------- | ---------- | --- | --- | --- |
| Maltenos   | Saturados  | Cadenas hidrocarbonadas. - Alcanos - Alquenos - Alquinos | - Parafinas o ceras - Olefinas - Acetilenos | - Dodecano, decalina - Etileno (eteno) - Acetileno (etino) |
| Maltenos   | Aromáticos | Aromático | - BTX (Benceno-Tolueno-Xileno) - HPA (hidrocarburos policíclicos aromáticos) | - Benceno, Tolueno, Xileno, Etilbenceno - Tetralina |
| Maltenos   | Resinas    | Compuestos polares que contienen oxígeno, nitrógeno, azufre y a veces metales de transición: - Ácido carboxílico - Anhidrido - Cetona - Aldehídos - Éter - Aminas - Tioles - Compuestos de coordinación | La mayoría de compuestos polares que contiene oxígeno, nitrógeno, azufre y metales: - Malenos - Ácidos nafténicos - Oxigenados - Nitrogenados - Mercaptanos (con azufre) - Compuestos de coordinación u organometálicos | Algunos ejemplos de estas familias de compuestos polares que contiene oxígeno, nitrógeno, azufre y metales son: - Ácidos carboxílicos cíclicos, lineales y/o ramificados - Anhidridos acéticos - Cetonas, disolventes como la acetona - Éteres, por ejemplo disolventes como el tetrahidrofurano (THF) y éter etílico - Furanos, benzofuranos (éteres cíclicos aromáticos) - Aminas primarias, secundarias, terciarias, pirroles, carbazol - Benzotiofenos, tioles cíclicos, lineales o ramificados - Tioéteres, tiofeno, benzotiofenos, sulfuros cíclicos |
| Asfaltenos | Asfaltenos | Compuestos polares de alto peso molecular y que contienen oxígeno, nitrógeno, azufre y metales. También se les denomina poliaromáticos                                                                  | Asfaltenos | Contiene anillos aromáticos fusionados, tiene presencia de átomos de azufre, oxígeno y nitrógeno y metales de transición. Su estructura es compleja y poco conocida |

## Explotación, transporte y almacenamiento
Cuando el petróleo es extraído de las profundidades de la tierra, este sale a temperaturas mayores a los 40 °C (incluso más), por lo cual al alcanzar la superficie se acondiciona a las condiciones ambientales del lugar. Esto trae como consecuencia cambios en el comportamiento fisicoquímico del petróleo, debido a su composición. Por lo cual debe ser estudiado con la finalidad de hacer sencillo los procesos subsecuentes a su tratamiento.
Dependiendo de su composición o análisis SARA, a mayor contenido de Resinas y Asfaltenos, se vuelve un crudo más amargo (con mayor cantidad de azufre) e incluso más pesado (más viscoso). Asimismo, si tiene un contenido mayor de Saturados, se le denomina un crudo parafínico que puede precipitarse a temperaturas por debajo de la ambiente. También existen procesos de recuperación de hidrocarburos a través de productos químicos, y esto ocurre cuando los yacimientos han decaído en su producción, por lo cual es necesario un producto químico para optimizar la producción de petróleo crudo.
Muchas veces el petróleo se extrae junto con otros fluidos como el gas natural y agua (denominada agua de formación), lo cual puede provocar la formación de emulsiones. El estudio y entendimiento de la composición del petróleo extraído así como las características del yacimiento; desde el punto de vista de la química ayuda a encontrar soluciones a estos problemas que pueden ser un verdadero reto en los procesos de transporte por ducto. Es decir, se debe encontrar solución a problemas de corrosión, rompimiento de emulsiones, taponamiento de ductos, precipitación de sales inorgánicas en ductos o precipitación de compuesto orgánicos poco solubles (denominados incrustaciones inorgánicas y orgánicas, respectivamente). Por ejemplo, algunas aplicaciones los líquidos iónicos en la industria petrolera pueden ser como desemulsificantes, inhibidores de corrosión, etc.
Por lo tanto, se diseñan productos químicos que permitan encontrar soluciones a estos problemas, en la siguiente tabla se muestran algunos ejemplos y el tipo de compuesto químico que da solución a ello:
| Problema                                                                         | Solución | Producto químico                                                                                      | Referencia |
| -------------------------------------------------------------------------------- | --- | --- | ---------- |
| Decaimiento de la producción de petróleo a lo largo del tiempo                   | Colocar un surfactante en el yacimiento con la capacidad de alterar la mojabilidad                                                                                              | Modificador de mojabilidad: Cloruro de trimetil-dodecil amonio                                        | [ 5 ]      |
| Transporte de petróleo extrapesado por ducto                                     | Disminuir la viscosidad del petróleo a través de reductores de viscosidad, mejoradores de flujo a través del uso de productos químicos.                                         | Reductor de viscosidad: ter-polímero de estireno/n-butil acrylato/acetato de vinilo                   | [ 6 ]      |
| Precipitación de sales inorgánicas y compuestos orgánicos insolubles en el ducto | Añadir al petróleo un producto químico capaz de inhibir la precipitación de estos compuestos, manteniendo así libre el ducto para la operación de transporte.                   | Inhibidor de incrustaciones: ter-polímero de ácido itacónico/vinil sulfonato de sodio/ácido aconítico | [ 7 ]      |
| Formación de emulsiones agua en aceite                                           | Prevenir la formación de emulsiones. O bien, si ya se formó la emulsión, se debe romper la emulsión a través de la dosificación de un producto química y poder separar el agua. | Agente desemulsificante: poliestireno sulfonado                                                       | [ 8 ]      |
| Corrosión de ductos y tanques de almacenamiento                                  | Colocar en la pared del ducto o en el petróleo un producto químico que sirva como recubrimiento o prevenga el problema de corrosión (inhibidores de corrosión).                 | Inhibidor de corrosión: dodecenil-anhidrido succínico                                                 | [ 9 ]      |

## Procesamiento y refinación
Una vez superada la etapa de transporte, el siguiente paso es acondicionar el petróleo para que este listo para su procesamiento, dicha etapa es más conocida como refinación.
Muchas veces el petróleo es transportado por ductos o carros tanque hasta una terminal de almacenamiento donde se debe deshidratar (remover el agua emulsionada). Una vez deshidratado, se mezcla con petróleo proveniente de otros yacimientos, lo cual se conoce como mezcla de crudos; esta mezcla, es la que se procesa en las refinerías.
Desde el punto de vista químico, la refinación consiste en separar o purificar las diferentes fracciones del petróleo. La separación del petróleo en fracciones ocurre, a través de un proceso de destilación atmosférica y posteriormente a través de una destilación al vacío para dar algunos productos que se pueden separar por diferencia de sus rangos de punto de ebullición.
| Torre atmosférica | Torre atmosférica | Torre de vacío   | Torre de vacío          |
| ----------------- | ----------------- | ---------------- | ----------------------- |
| Temperatura (°C)  | Producto          | Temperatura (°C) | Producto                |
| 35-71             | Nafta ligera      | 348-454          | Gasóleo ligero de vacío |
| 71-190            | Nafta pesada      | 454-538          | Gasóleo pesado de vacío |
| 190-240           | Turbosina         | 538              | Residuo de vacío        |
| 240-348           | Diésel            |                  |                         |

Una vez separados viene el proceso de transformación de hidrocarburos. Esta segunda etapa ocurre cuando a cada fracción de la destilación se convierte en productos intermedios o finales. Por ejemplo en combustibles como la gasolina, grasas, lubricantes, asfaltos, disolventes y materias primas para la industria química, entre otras. Estas transformaciones, se dan a través de procesos catalíticos, particularmente de catálisis heterogénea.

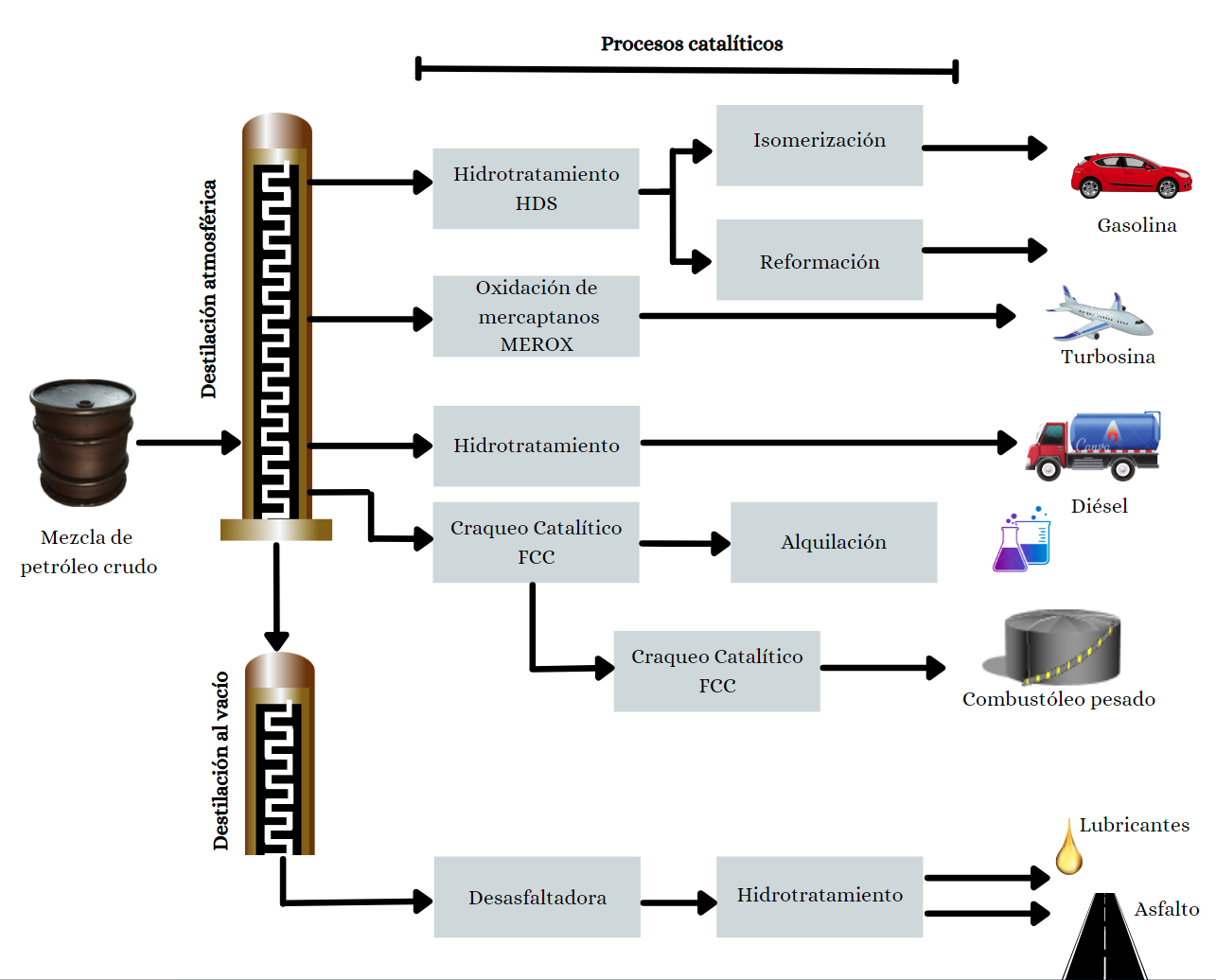
Procesos de transformación de hidrocarburos

Aquí la química juega un papel fundamental, ya que cada fracción debe reaccionar a ciertas condiciones de temperatura, presión, tiempo, tipo de catalizador. Lo cual depende del proceso catalítico que se efectúe. Entre estos procesos catalíticos tenemos:
- alquilación

- isomerización
- craqueo catalítico
- hidrotratamiento: hidrodesulfuración (HDS), hidrodesnitrogenación (HDN).

El catalizador debe ser diseñado acorde a las necesidades de cada reacción química a efectuar. Es decir, cada catalizador debe tener propiedades de acidez o basicidad específicas, tener cierta área superficial, cierta estequiometria entre los metales que lo componen, cierta estructura molecular, entre otras. De tal manera que pasa por un proceso de diseño por química computacional, síntesis, caracterización y evaluación catalítica. Por lo que no se puede emplear un catalizador universal para todos los procesos.
El producto de cada proceso ya corresponde a un producto final de la refinación del petróleo.